# Orpheus Group

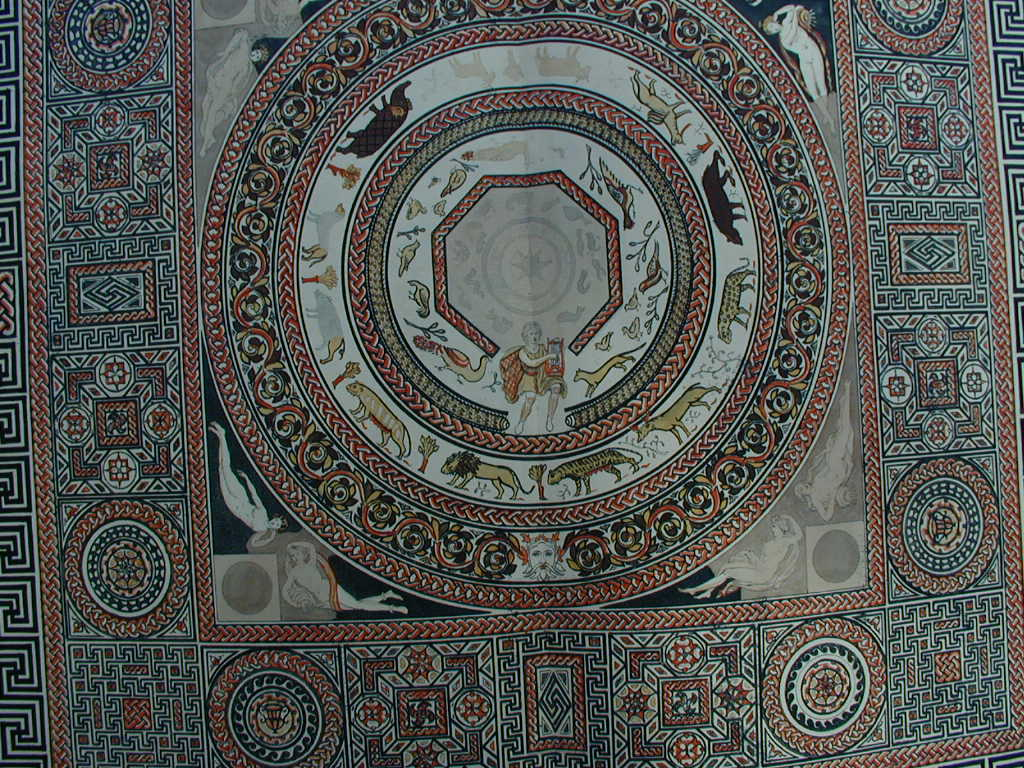
Mosaik mit Orpheus

Als die Orpheus Group (Orpheus-Gruppe; auch Corinian Orpheus Group) werden in der Forschung Mosaiken aus dem Südwesten von England bezeichnet, die so viele Gemeinsamkeiten aufweisen, dass sie wahrscheinlich von denselben Künstlern angefertigt wurden. Die Mosaiken dieser Gruppe datieren in die erste Hälfte des vierten Jahrhunderts.
In einem Artikel hatte David J. Smith 1965 mehrere Gruppen britischer Mosaiken zu Schulen zusammengefasst und ging davon aus, dass diese Schulen auf Werkstätten zurückgehen, die in diversen Städten operierten. Seine wichtigste Schule war die Corinische Schule, die wahrscheinlich in Corinium Dobunnorum (Cirencester) arbeitete.
Weitere Untersuchungen haben aber gezeigt, dass das Konzept von Schule problematisch ist, da die Forschung sehr wenig davon weiß, wie die Produktion von Mosaiken organisiert war. Die neuere Forschung bevorzugt stattdessen eher die Bezeichnung Group (Gruppe) um bestimmte Mosaiken zusammenzufassen, die bestimmte Gemeinsamkeiten aufweisen, während die Bezeichnung Schule bestimmte Implikationen in der Kunstgeschichte hat, von denen nicht gesagt werden kann, ob sie auf diese Mosaiken zutreffen. Vor allem die Corinische Schule fasste einige Mosaiken zusammen, die im Detail erhebliche Unterschiede aufweisen, so dass es nötig erschien sie in zwei weitere Gruppen aufzuteilen. Es handelt sich um die Orpheus Group und die Saltire Group.

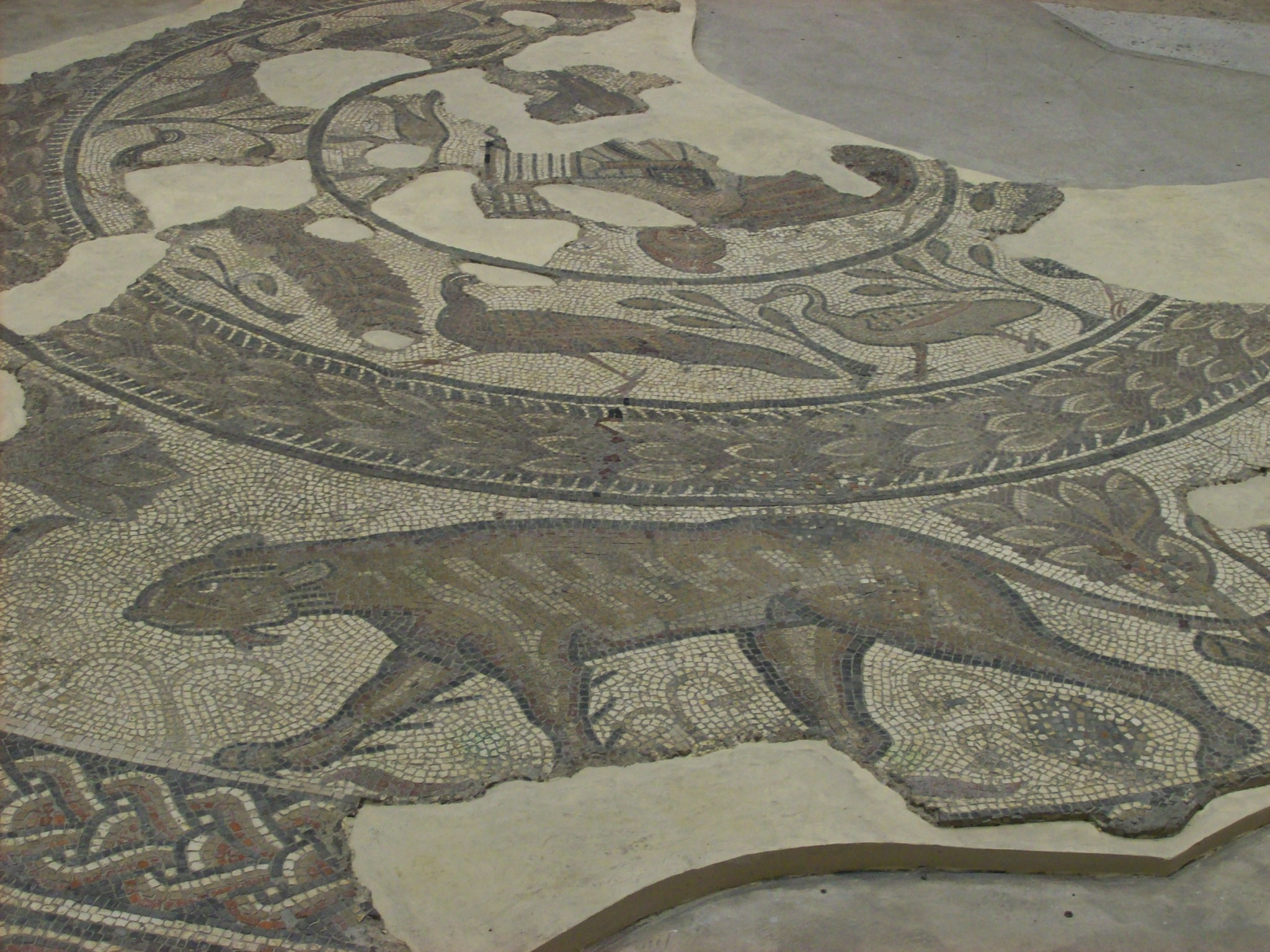
Orpheusmosaik aus der Villa von Barton Farm

Die Orpheus Group operierte auch in oder um Corinium Dobunnorum. Typisch sind vor allem Mosaiken mit einem Orpheus als Zentralmotiv. Die beiden wichtigsten Mosaiken der Gruppe sind das Orpheus-Mosaik aus der Römischen Villa bei Woodchester und das Orpheus-Mosaik aus der Villa von Barton Farm vor den Toren von Corinium Dobunnorum. Sie haben so viele Gemeinsamkeiten, dass schon früh angenommen wurde, dass sie von derselben Hand stammen. Auf beiden Mosaiken ist Orpheus in einem mittleren Kreis wiedergegeben. In einem zweiten, äußeren Kreis sind jeweils Vögel dargestellt, während in einem dritten äußeren Kreis verschiedene Tiere erscheinen. Die Kreise werden von reichen Ornamentbändern getrennt. Aus der Gruppe stammen jedoch nicht nur Mosaiken mit Orpheus als Zentralmotiv, sondern in anderen Villen findet sich stattdessen Bacchus. Weitere typische Merkmale sind Ornamentbänder mit dem Swastika-Mäander-Motiv, die oftmals eine Verdoppelung der Schleifen zeigen. Als Hintergrundfarbe für figürliche Darstellungen wird oftmals ein beiger Stein benutzt.
Mosaiken der Orpheus Group fanden sich in:
- Chedworth (Villa Rustica)
- Corinium Dobunnorum (Cirencester)
- Spoonley Wood (Villa Rustica)
- Stonesfield (Villa Rustica)
- Woodchester (Villa Rustica)